# آرثر مالوني
آرثر مالوني هو محامي وسياسي كندي، ولد في 26 نوفمبر 1919 في كندا، وتوفي في 20 سبتمبر 1984 في جيلف-إيراموسى في كندا. حزبياً، نشط في الحزب الكندي التقدمي المحافظ. وقد انتخب عضو مجلس العموم الكندي.